# Jämviktskoncentration
Jämviktskoncentration eller steady state betyder inom farmakologin att en person metaboliserar lika mycket läkemedel som konsumerats. För att bibehålla steady state så behöver man repetitivt tillföra även läkemedel innan patienten har metaboliserat allt, detta för att upprätthålla jämviktskoncentration.
Den tid det tar att uppnå jämviktskoncentration (steady state) är alltid 5 gånger halveringstiden av ett läkemedel. Det är viktigt att jämviktsnivån för läkemedlet ligger inom det terapeutiska fönstret. Detta leder till optimal läkemedelsdosering.